# Fatima Mernissi
Fatima Mernissi, född 1940 i Fès, död 30 november 2015 i Rabat, var en marockansk sociolog, historiker och feminist.
Mernissi, som själv var muslim, engagerade sig mycket i kvinnans roll i relation till islam. Genom analyser av islams historiska utveckling och dess moderna former intog hon en kritisk ställning till att kvinnan tilldelas en underordnad roll i muslimska samhällen som saknar grund i islams religiösa texter, bland annat Koranen. Hennes självbiografi Drömmar om frihet handlar om hur det var att växa upp i ett harem i Marocko. Hon fick sin utbildning vid Mohammed V- universitetet i Rabat och senare studerade hon i Sorbonne samt vid Brandeis University i USA där hon tog sin doktorsexamen i sociologi. Hon har också jobbat en tid som journalist i Frankrike, men framförallt har hon varit verksam i Marocko, bland annat vid Mohammed V- universitetet där hon innehade professorstiteln i sociologi. Mycket av hennes arbete har fokuserat på kvinnans ställning inom islam och relationen mellan sexualitet och makt. Hon har huvudsakligen fokuserat på situationen i Marocko och undersöker det system som på ideologiska grunder förtrycker kvinnan. Hon har också strävat efter att ge de kvinnor en röst som inte själva har möjlighet att uttrycka sig. 

## Biografi
Till Mernissis populärare verk hör Beyond The Veil: Male-Female Dynamics in Modern Muslim Society  och The Veil and the Male elite: A Feminist Interpretation of Women’s Rights in Islam . Enligt Mernissi ses den kvinnliga sexualiteten som någonting farligt som skulle bryta mot ordningen i samhället om den inte skulle regleras av männen. Denna ordning upprätthålls bland annat med hjälp av segregering, beslöjning och genom lagar som tvingar kvinnor att underkasta sig männen. Familjen är en helig institution enligt Gud och en mans social status är beroende av kvinnans beteende, hon måste se till att vara ärbar och inte vanhedra sin familj. Bara genom att gå ut ur huset på väg till skola eller jobb korsar hon de gränser som avskiljer det privata från det allmänna och ger sin in på männens område som för kvinnor är förbjudet. Mernissi argumenterar för att bryta segregeringen av könen eftersom det kommer att leda till att den sociala kontrollen över en kvinnas sexualitet löses upp vilket i sin tur leder till ökad frihet.
I Beyond the Veil  vill Mernissi luckra upp den begränsade kvinnliga sexualiteten och de lagar som styr dem, inklusive de hadither som har använts som grund för att rättfärdiga en stark kontroll av den kvinnliga sexualiteten.   En kvinnas plats är i hemmet, i det privata, medan mannens område är det offentliga. Dessa gränser får inte överträdas eftersom det skapar kaos. Mernissi utforskar på vilket sätt dessa gränser är skapade och vad som händer om de överskrids och vilka orsaker och funktioner som ligger bakom.  I och med att allt fler kvinnor har börjat utbilda sig och gå i skola måste det marockanska samhället reagera på detta på något sätt.
I The Veil and the Male Elite   granskar Mernissi den historiska utvecklingen som ligger bakom den muslimska lagen och traditionen. Mernissi hävdar att profeten Muhammeds budskap har misstolkats av politiska och religiösa ledare, Profeten själv ansåg att könen skulle vara jämställda.  Mernissi vill således utreda om haditherna och Koranen kan läsas på ett sätt som stöder jämlikhet mellan könen, men medger att det finns avsnitt i Koranen som är diskriminerande och att man måste ta den historiska kontexten i beaktande.
Mernissi har skrivit mycket om rumsliga gränser och vad som händer när en kvinna överskrider dem och hur hennes sexualitet också innebär olika gränser. Mernissi föddes själv i ett harem och använder detta som ett exempel för att visa vilka rumsliga gränser som existerar. Den typ av harem som Mernissi avser är det så kallade enskilda haremet. I praktiken var det ett stort hus som husfadern byggde åt sig och sin familj, familjen levde som en borgerlig storfamilj. I haremet bodde en man, hans söner och deras hustrur i samma hus och de hade gemensamma tillgångar. Mernissi ser denna inrättning närmast som ett fängelse, kvinnorna har inte lov att gå utanför portarna annat än om det är nödvändigt och då endast om hon är beslöjad och har sällskap av en manlig förmyndare, exempelvis sin far eller make. Den bild av harem som har varit populär i västvärlden med överdådiga palats och otaliga kvinnor endast till för sultanens njutning är det så kallade furstliga haremet. De uppstod under umayyaderna på 600-talet och upplöstes när den siste ottomanska härskaren Abul Hamid II avsattes år 1909.

## Kritik
Mernissi hör till de mest kända muslimska feministerna inom arabvärlden och hennes verk och idéer har spridits utanför den akademiska världen och översatts till flera olika språk, bland annat tyska, holländska och japanska. Med sina texter skyddar hon muslimska kvinnors rättigheter samtidigt som hon är tvungen att ta ställning till en ökad negativ inställning gentemot islam i västvärlden. Hon måste samtidigt handskas med två helt skilda diskurser vilket hon skickligt gör. Mernissi har fått kritik för att samtidigt som hon upprätthåller dessa diskurser tenderar hon att omtolka islams första tid som en period när könen var jämställda, eftersom det var profeten Muhammeds vilja. Denna tanke och de värderingarna har sedan dess tolkats fel eller förbisetts vilket syns i muslimska samhällen i dag. Den synen förespråkar en konservativ tolkning om att det skulle finnas en absolut religiös sanning, vilket alla inte håller med om att borde spridas inom akademiska kretsar. Hennes breda intressen och ovilja att binda sig vid en enskild disciplin eller etikett har hon både fått negativ och positiv respons på. Dels kan det ses som en bredd, dels kan det ses som en brist på engagemang. 